# Vogelfreistätte Ammersee-Südufer

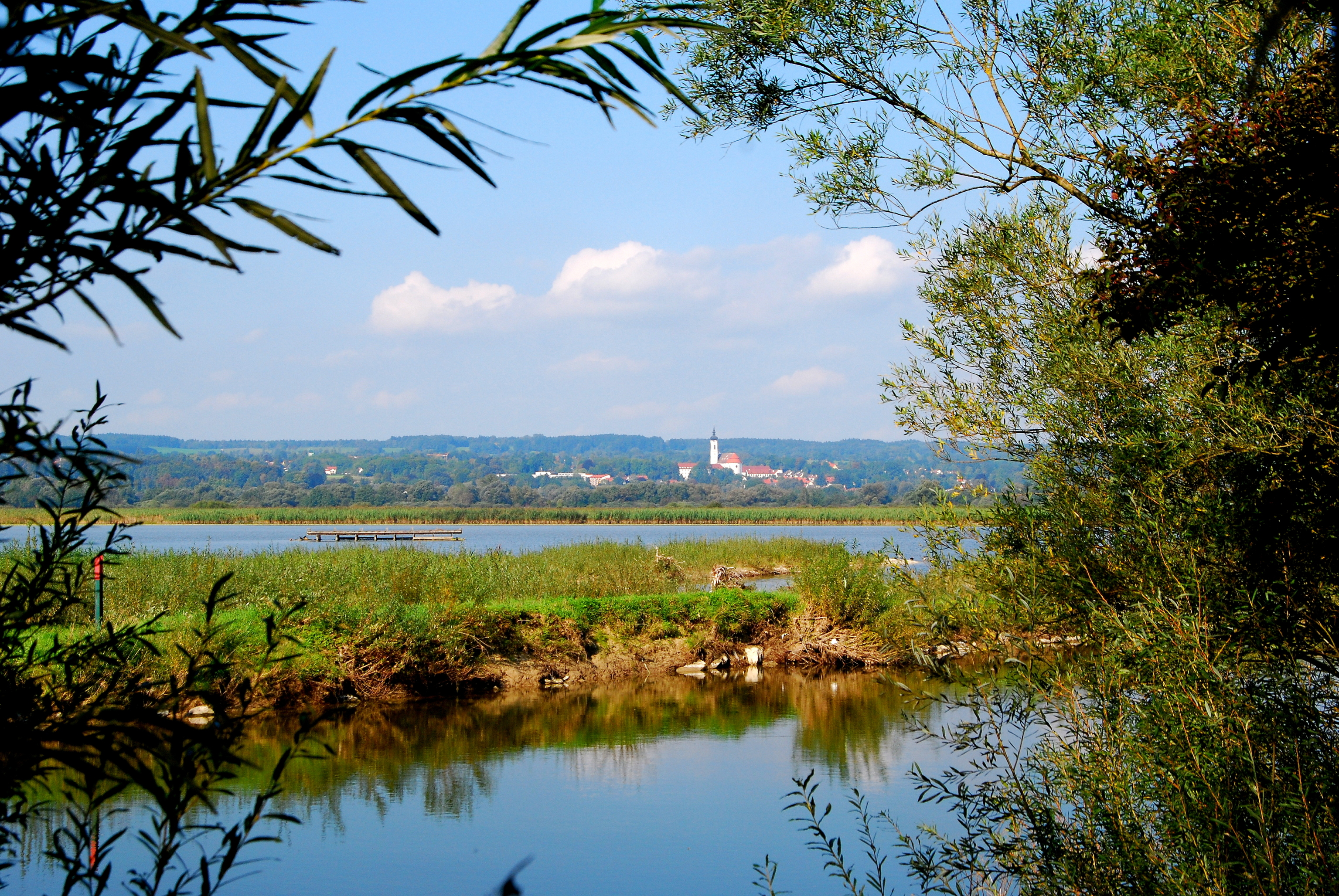
Naturschutzgebiet Vogelfreistätte Ammersee-Südufer (September 2010)

Das Naturschutzgebiet Vogelfreistätte Ammersee-Südufer liegt auf dem Gebiet des Marktes Dießen am Ammersee und der Gemeinde Pähl in den Landkreisen Landsberg am Lech und Weilheim-Schongau in Oberbayern. Es ist FFH-Gebiet „Ammersee-Südufer und Raistinger Wiesen“ (8032-371), Teil der Landschaftsschutzgebiete „Schutz von Landschaftsteilen am Ammersee-Südufer, Pähl“ (LSG-00225.01) sowie „Ammersee-West“ (LSG-00509.01) und Teil des EU-Vogelschutzgebietes „Ammerseegebiet“ (7932-471).
Das 603,65 ha große Gebiet mit der Nr. NSG-00120.01, das im Jahr 1979 unter Naturschutz gestellt wurde, erstreckt sich am Südufer des Ammersees südöstlich des Kernortes Dießen am Ammersee und nordwestlich von Fischen am Ammersee. Durch das Gebiet verläuft die  St 2056 und fließen die Rott und die Ammer.
Das Naturschutzgebiet ist zusammen mit der gesamten Seefläche und dem NSG Ampermoos im Norden des Sees als internationales Schutzgebiet nach der Ramsar-Konvention ausgewiesen.